# Campionati del mondo di ciclismo su strada 2017 - Gara in linea maschile Junior
La gara in linea maschile Junior dei Campionati del mondo di ciclismo su strada 2017 si è svolta il 23 settembre in Norvegia, con partenza da Rong e arrivo a Bergen, su un percorso totale di 133,8 km. Il danese Julius Johansen ha vinto la gara con il tempo di 3h10'48" alla media di 42,075 km/h, argento al tedesco Luca Rastelli e a completare il podio l'italiano Michele Gazzoli.
Presenti alla partenza 190 ciclisti, di cui 129 sono arrivati al traguardo.

## Squadre partecipanti
| N.      | Cod. | Squadra       |
| ------- | ---- | ------------- |
| 1-6     | DEN  | Danimarca     |
| 7-12    | NOR  | Norvegia      |
| 13-18   | KAZ  | Kazakistan    |
| 19-24   | FRA  | Francia       |
| 25-31   | ITA  | Italia        |
| 32-37   | GER  | Germania      |
| 38-43   | BEL  | Belgio        |
| 44-49   | NED  | Paesi Bassi   |
| 50-55   | USA  | Stati Uniti   |
| 56-61   | CZE  | Rep. Ceca     |
| 62-64   | JPN  | Giappone      |
| 65-69   | GBR  | Gran Bretagna |
| 70-73   | POL  | Polonia       |
| 74-77   | MEX  | Messico       |
| 78-81   | AUT  | Austria       |
| 82-86   | SLO  | Slovenia      |
| 87-91   | SUI  | Svizzera      |
| 92-93   | NZL  | Nuova Zelanda |
| 94-97   | CAN  | Canada        |
| 98-101  | SVK  | Slovacchia    |
| 102-103 | AUS  | Australia     |
| 104-107 | RUS  | Russia        |
| 108-110 | LUX  | Lussemburgo   |
| 111-113 | IRL  | Irlanda       |
| 114-117 | ALG  | Algeria       |
| 118-120 | SWE  | Svezia        |
| 121-123 | MAR  | Marocco       |
| 124     | SRB  | Serbia        |
| 125-127 | HUN  | Ungheria      |
| 128     | BRA  | Brasile       |
| 129-131 | COL  | Colombia      |
| 132     | MRI  | Mauritius     |

| N.      | Cod. | Squadra           |
| ------- | ---- | ----------------- |
| 133     | ARG  | Argentina         |
| 134-136 | PRT  | Portogallo        |
| 137-138 | CHI  | Cile              |
| 139-140 | FIN  | Finlandia         |
| 141     | ETH  | Etiopia           |
| 142     | TUN  | Tunisia           |
| 143     | TTO  | Trinidad e Tobago |
| 144-146 | LTU  | Lituania          |
| 147-149 | THA  | Thailandia        |
| 150-152 | BLR  | Bielorussia       |
| 153-155 | AZE  | Azerbaigian       |
| 156     | SYR  | Siria             |
| 157-159 | EST  | Estonia           |
| 160-161 | LAT  | Lettonia          |
| 162-164 | ESP  | Spagna            |
| 165     | SMR  | San Marino        |
| 166     | SEY  | Seychelles        |
| 167-169 | RSA  | Sudafrica         |
| 170-171 | ROU  | Romania           |
| 172     | PUR  | Porto Rico        |
| 173-174 | BER  | Bermuda           |
| 175-177 | ISR  | Israele           |
| 178-179 | BUL  | Bulgaria          |
| 180     | CYP  | Cipro             |
| 181-182 | NAM  | Namibia           |
| 183-184 | GUI  | Guinea            |
| 185     | CRO  | Croazia           |
| 186     | ARM  | Armenia           |
| 187     | GRE  | Grecia            |
| 188-189 | GEO  | Georgia           |
| 190     | UKR  | Ucraina           |

## Ordine d'arrivo (Top 10)
| Pos. | Corridore       | Squadra     | Tempo    |
| ---- | --------------- | ----------- | -------- |
| 1    | Julius Johansen | Danimarca   | 3h10'48" |
| 2    | Luca Rastelli   | Italia      | a 51"    |
| 3    | Michele Gazzoli | Italia      | s.t.     |
| 4    | Niklas Märkl    | Germania    | s.t.     |
| 5    | Jake Stewart    | G. Bretagna | s.t.     |
| 6    | Florian Kierner | Austria     | s.t.     |
| 7    | Filippo Zana    | Italia      | s.t.     |
| 8    | Olav Hjemsæter  | Norvegia    | s.t.     |
| 9    | Evgenij Fëdorov | Kazakistan  | s.t.     |
| 10   | Jacob Hindsgaul | Danimarca   | s.t.     |